# En anden pige
En anden pige er en dansk kortfilm fra 2003, der er instrueret af Martin Barnewitz efter manuskript af ham selv og Esben Tønnesen.

## Handling
Mette flytter fra sin mor og ind på et ferietomt kollegium på Amager. Men når hun er alene virker det pludselig ikke så tomt længere. Der er noget der trænger sig ind på hende.

## Medvirkende
- Lykke Sand Michelsen - Mette
- Jon Lange - Peter
- Michelle Bjørn-Andersen - Mettes mor
- Lotte Bergstrøm - Lene
- Adam Villaume - Jacob
- Benjamin Rothenborg Vibe - Rasmus